# Lecointea tango
Lecointea tango là một loài thực vật có hoa trong họ Đậu. Loài này được (Standl.) Emygdio & A.G.Andrade miêu tả khoa học đầu tiên.